# Gergely Nóra
| Gergely Nóra                              | Gergely Nóra                                                    |
| Kattints az alábbi külső linkek egyikére! | Kattints az alábbi külső linkek egyikére!                       |
| ----------------------------------------- | --------------------------------------------------------------- |
| Nem található szabad kép.(?)              |                                                                 |
| külső link · jogvédett                    | Gergely Nóra önarckép. 1983. Kieselbach Galéria és Aukciós Ház. |

Gergely Nóra (Budapest, 1956. szeptember 30. –) magyar képzőművész. Fő területe a festészet, a kerámiaszobrászat, a grafika, emellett videóművészként és elektrografikusként is alkot.

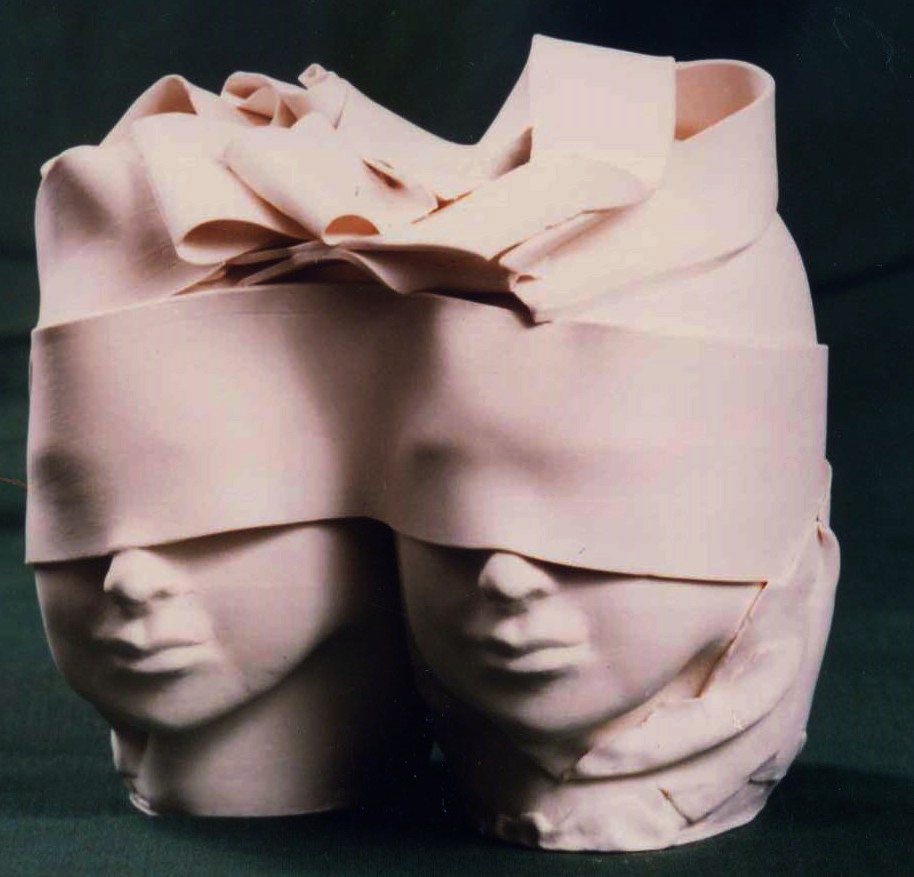
Ikrek, 1990-es évek

## Élete
Apja Gergely István (1930–2021) belsőépítész, anyja Szilvitzky Margit (1931–2018) textilművész, ruhatervező, képzőművész. Ikertestvére Gergely Mariann művészettörténész.
1975-ben érettségizett a Képző és Iparművészei Szakközépiskolában, ahol 1981–1996 között a díszítő-festő szakon tanított, illetve 1986 és 1996 között a kerámia szak vezetője volt. 1980-ban a Magyar Iparművészeti Egyetem porcelán szakán diplomázott. Herenden készítette a diplomamunkáját. Mesterei Schrammel Imre, Litkei József, Segesdi György volt. 1995-ben ismerkedett meg Balkay Géza színművésszel, aki később több önálló kiállítását is megnyitotta. A Színház- és Filmművészeti Egyetemen filmtörténeti tanulmányokat végzett, tanára, Báron György filmesztéta, aki 2005-ben Egy…Kettő… címmel mutatta be a művészt az Élet és Irodalom XLIX/10. számában. 1997–2008 között az Óbudai Árpád Gimnázium rajz-mozgókép és médiaismeret tanára.

## Munkássága
1982 óta vannak egyéni kiállításai, amelyekhez többek között Pataki Gábor művészettörténész írt recenziókat. 1983–1987 között a Kecskeméti Nemzetközi Kísérleti Kerámia Stúdió ösztöndíjasa volt, ahol rácsos szerkezetű porcelán edényplasztikákat készített.
A rendszerváltással a szobrászat és festészet festészet felé fordult, például a „Kilakoltatás” című kiállításával a Duna Galériában, amelyet Károlyi Zsigmond festőművész nyitott meg. 1995-től az Újlipótvárosi Klub-Galéria alapító tagja és rendszeres kiállítója volt, ahol a Képző- és Iparművészek Egyesülete (KIPE13) is létrejött, és mintegy tíz éven át működött. 2000-től először a „Képítmények” síkplasztikákat készítette, melyben a festőművészet és a szobrászat elemeit ötvözi, melynek nyitókiállítását Takács Ferenc irodalomtörténész nyitotta meg. 2003-ban a Gag Galériában az Alefbész happening sorozaton vett részt.
Tagja a Magyar Festők Társaságának, csoportos kiállításokon szerepel. 2006-tól munkássága elektrográfiával és videoart-készítéssel bővült, utóbbiak több hazai és külföldi nemzetközi fesztiválon szerepeltek, például Tromanale, Berlin; Busho - Budapest ShortFilm Festival; Gesmundo, Calabria; One Minute, Aarau, Belgium One Minutes, Gent - beválogatva: Peking, World One Festival, Today Art Museum, Kansk Video Festival.
2006-ban a MAK és a Magyar Írószövetség pályázatán 3. díjat kapott Anna Ahmatova szobája c. videófilmjére. Az 59seconds Video Festival  programjaiban is szerepel. 2007 KAPOSVÁR Kelet-Európai Digitális Üzenet (Vasary Képtár mozgó képeslapok 3. díj.
2009-től a Szentendrei Szobrász Biennálén rendszeresen kiállít. Hazai videofesztiválokon is szerepel filmjeivel, többek között 2010-ben a Crosstalk Videó Fesztiválon. 2015-ben a Petőfi Irodalmi Múzeumban volt önálló kiállítása Képek, Inspirációk, Videók címmel Schein Gábor verseire. Megnyitotta Hemrik László művészeti író. 2016-ban az Art Market Budapest keretében az Elektrográfiai Társaság kiállításán szerepelt.